# Paris Match
Парі Матч (фр. Паризьке змагання) — інформаційно-розважальний ілюстрований тижневик, заснований в Парижі у 1949 р. генієм французького видавничого бізнесу Жаном Пруво (Jean Prouvost). На сьогодні видання має світове розповсюдження з накладом майже 600 тис. примірників і вважається одним з найулюбленіших журналів франкомовних читачів.
Paris Match зробив собі репутацію на найкращих фотографіях і найважливіших подіях в історії французької журналістики. Він почав виходити в 1926 р. як спортивний журнал і називався просто Match. Його творцем був легендарний французький журналіст Леон Бельбі (Léon Bailby), якому також належали неіснуючі нині газети L'intrasigeant (найпопулярніша французька вечірня газета 1920-х рр.) і Le Jour. У 1938 р. Бельбі продав видання Жану Пруво, власнику Paris-Soir (газети, яка, за іронією долі, розорила L'intrasigeant Бельбі).
Назва відноситься до прес-групи Hachette Filipacchi Medias (HFM), дочірньої компанії Lagardère Active Directory.
З червня 2009 року щотижня також доступна в цифровому вигляді.

## Концепція
Концепція журналу складалася поступово . Фоторепортажі «Парі — Матч» відбивали події французького, міжнародного життя, публікувалися статті на найрізноманітніші теми, про які люди говорили в сімейному колі. Висока ціна журналу (у 2 рази вища, ніж у аналогічних видань) повинна була відповідати високому рівню життя читачів
Видання поширювалося в роздріб, і тому було життєво необхідно привернути увагу потенційного покупця захоплюючою обкладинкою. На обкладинці кожного щотижневого номера зазвичай перебувала фотографія відомої особистості, що майже завжди гарантувало покупку номера. Але журнальні публікації не обмежувалися « смаженими фактами» і плітками, іноді вони піднімали і гострі теми, щоб показати " закулісне життя " політиків. Для підвищення тиражів вміло використовувалися важливі події суспільного життя.

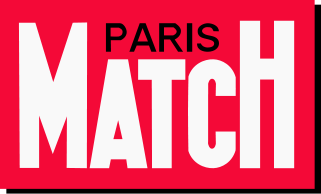
Логотип Paris Match з червня 1949 по 11 вересня 1981 року.

## Історія

Логотип Paris Match з 18 вересня 1981 року.

Пруво не збирався продовжувати випуск спортивного журналу. Уміло використовуючи формулу американського ілюстрованого тижневика Life, французький Match за 7 місяців зумів у 10 разів збільшити свій початковий наклад 80 тис. прим. До осені 1939 р. тираж виріс до 1 млн 400 тис. прим. До війни журнал двічі змінював свою назву Le Match de la vie і Le Match de la guerre. Половина обсягу видання відводилася на фотографії. Незважаючи на успіх журналу у читачів, довоєнний Match дорікали у відсутності гармонійного поєднання тексту та ілюстрації, а також у невиправданому оптимізмі і в невмінні розпізнати небезпеку нацизму. Війна почалася перш, ніж Пруво встиг реалізувати своє бачення журналу і перед окупацією випуск був призупинений .
25 березня 1949 р. видання вийшов знову у вигляді тижневика новин під назвою Paris Match з  Вінстоном Черчиллем на обкладинці. З тих пір його логотип і тематика залишилися практично незмінними. У тому ж році журналіст Роже Терон отримав місце головного редактора, хоча йому було всього 26. І наступні 50 років саме він створював вигляд журналу. Серед співробітників були колишні журналісти Paris-Soir і Match.
Чотирнадцять сторінок з 44 нового видання, в якому ілюстрації превалювали над текстом, були кольоровими. Але поширення йшло погано, довелося скоротити початковий наклад 300 тис. прим. до 220 тис. Перші 8 місяців принесли 200 млн франків збитку. Деякі читачі вважали, що це спортивний журнал, і співробітники пропонували Пруво провести широку рекламну кампанію. Але він цього робити не став, заявивши: «Ніколи не рекламує ще готовий продукт. Читача, який купить журнал через рекламу і розчарується, дуже важко буде повернути і коштуватиме це буде дуже дорого».

## 1950—1960 роки
У 1950х — 1960х роках головним «коником» журналу була публікація важливих новин і останніх пліток, поданих в барвистому оформленні. На журнальних сторінках репортажі розміщувалися поруч з численними фотографіями. У 1970х роках на ринку подібних видань зросла конкуренція, і Парі Матч довелося шукати свій особливий шлях. Журнал був придбаний групою Філіппачі. Концепція була змінена в бік збільшення частки ілюстративного матеріалу.
Тексти скорочувалися, більше місця надавалося фотографіям, тоді ж з'явився слоган журналу, який звучав так: " Вага слів, сила образів " . Кожна стаття починалася з фотографії на весь розворот, заголовок займав всю ширину смуги, для вступного тексту відводилося всього декілька рядків.
У 1950 р репортаж про підкорення однієї з найвищих вершин Гімалаїв Анапурни (який обійшовся редакції в астрономічну суму) викликав небувалий інтерес читачів, номер розійшовся вмить і продавався на чорному ринку вдвічі дорожче. Редакція нерідко йшла на серйозні витрати, щоб досягти мети і привернути увагу аудиторії. Похорони Черчилля висвітлювали 50 спеціальних кореспондентів, які оселилися в орендованому на три дні цілому будинку. Репортаж про поїздку Папи на Святу землю готували 56 журналістів, з них 12 — фоторепортери, для яких прямо на борту літака обладнали фотолабораторію. Повністю готові смуги передавалися біля трапу мотоциклістам, які доставляли матеріали до місця друку.

## 1970—1980 роки
Але до 1970 років. ілюстрованим виданням стало важко конкурувати з телебаченням, і «Парі Матч» став полювати за сенсаціями. У 1977 р. вийшло інтерв'ю зі знаменитим невловимим злочинцем Жаком Меріно, за що проти журналу був початий судовий процес за звинуваченням у апології злочинності, але мета була досягнута — тиражі росли. З 1980х років почалося відродження журналу, активно стала використовуватися багатобарвний друк і підвищився художній рівень ілюстрацій.

## Редакція

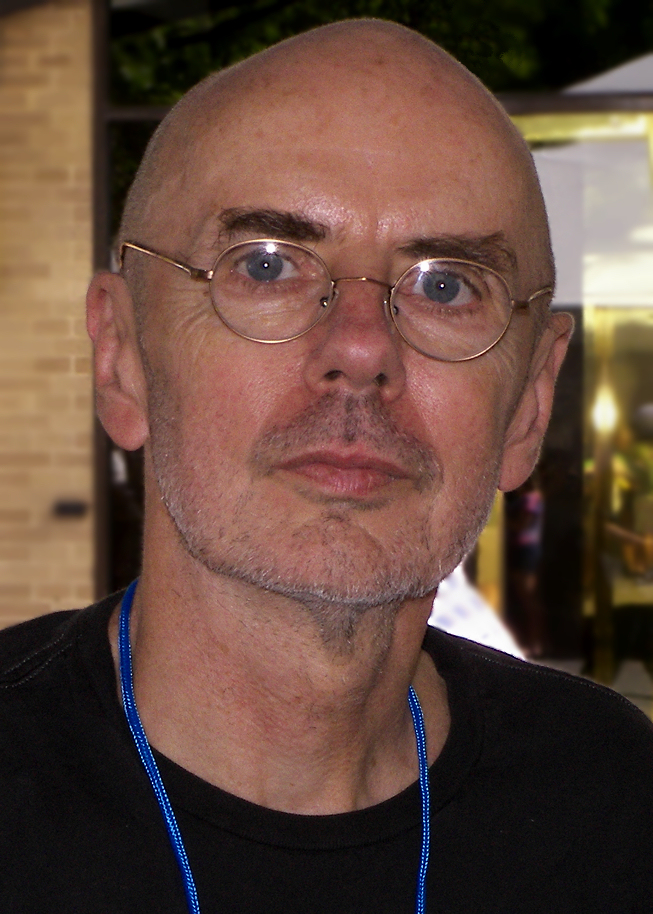
Eugene Richards(Юджин Річардс) власник премії World Press Photo в 2010,1994, 1993 та 1992 роках. Знімав репортажі для Getty Images /Sunday Times Magazine / Paris Match

Paris Match охоплює національні та міжнародні новини, шукає «сенсаційні» зображення. Життя знаменитостей і знімки папараці  утворюють основну частину редакційної лінії.

## Структура
Найважливіше в редакції — це стіна, покрита смугою пробки шириною в метр, на яку один за іншим кріпляться макети смуг Paris Match в міру того, як журнал готує матеріали до вівторка — "дня друку ". Він важливий для Paris Match через одну його особливість: у цього журналу немає структури. Фактично, він складається з 2 частин, відомих як cahier froid («холодний зошит») і cahier chaud («гарячий зошит»). Cahier froid висвітлює культуру і стиль життя, готується заздалегідь. Реклама розміщується тільки в цій частині журналу. «Холодні» сторінки знаходяться на краях журналу, оточуючи, як земна кора розпечене внутрішнє ядро, "гарячі " сторінки новин. Ці смуги можуть бути змінені в найостанніший момент, але вони абсолютно не обтяжені рекламою. Сам Женестар стверджує, що читач повинен сприймати журнал як розмову, перемикаючись із серйозних тем на більш легкі.

## Paris Match сьогодні

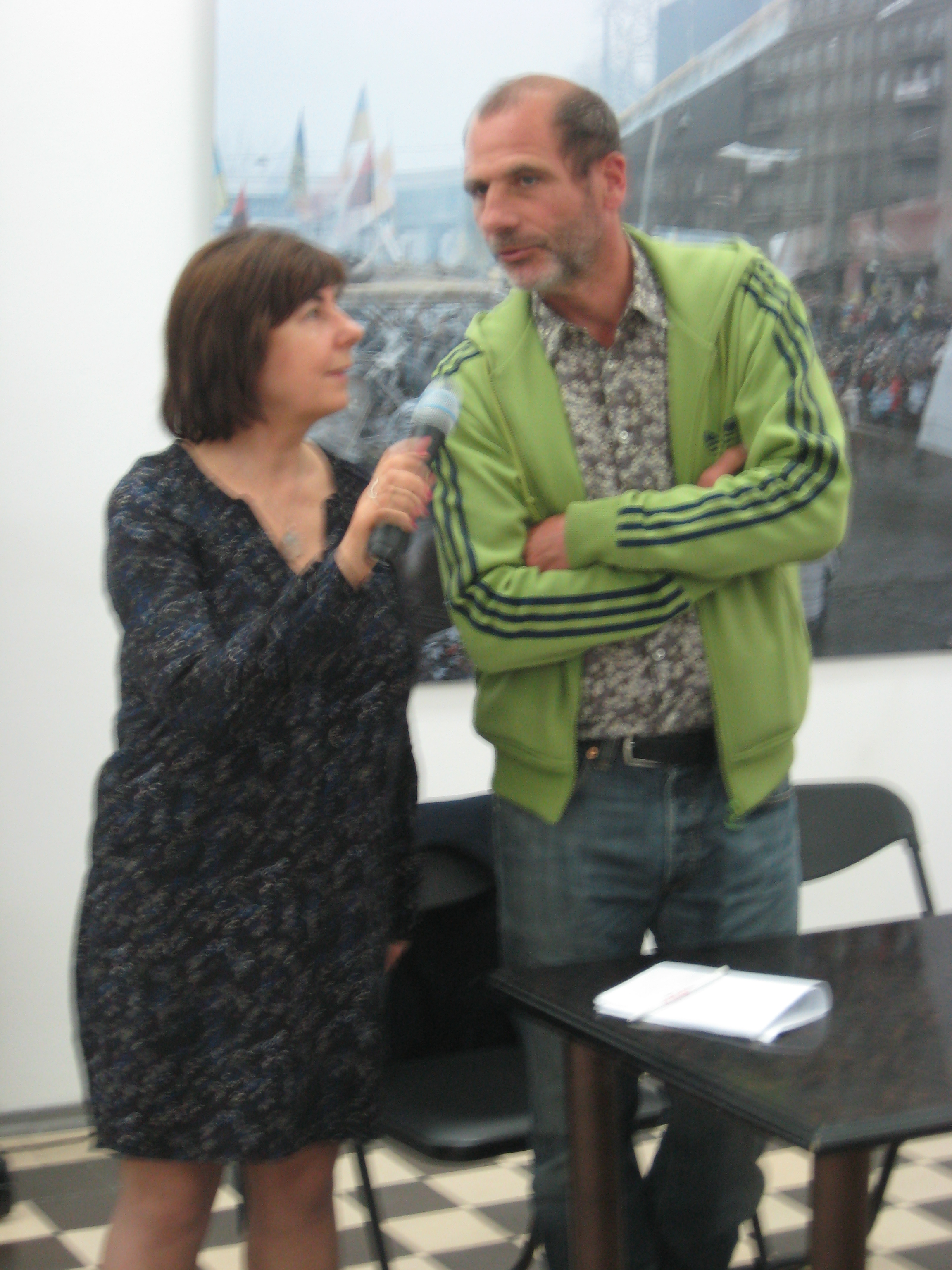
З 8 травня по 8 червня в Національному художньому музеї України у Києві пройшла виставка фотографій (R)Evolution відомого французького фотографа і військового кореспондента Еріка Буве.Виставка представлена циклами «Київська втома» і «Герої Майдану». У списку «гарячих» точок, де побував Ерік Буве, — Афганістан, Ірак, Чечня, Сомалі, Югославія, Ізраїль. Він був свідком падіння Берлінської стіни, Оксамитовій революції в Празі, звільнення Нельсона Мандели. Репортажі друкувалися в Time, Life, Newsweek, Paris Match, New York Times, Der Spiegel, Figaro Magazine. Роботи Еріка Буве відмічені п'ятьма винагородами конкурсу World Press Photo, двома Visa d'or, премією журналу Paris Match, публічною премією Bayeux-calvados для військових кореспондентів.

Оскільки у Paris Match дуже мало передплатників, оперативність є найважливішим чинником маркетингу. З 630 тис. примірників, що продаються у Франції, приблизно 65 % припадає на роздріб. З цієї причини на обкладинці кожного недільного номера майже завжди фотографія знаменитості. Селебріті на обкладинці — гарантія, що журнал куплять. Насправді, важко визначити, на кого орієнтований цей журнал. Всі — від топ-менеджерів до консьєржки в під'їзді — читають Match. При цьому журнал читають як жінки, так і чоловіки — фактично, жінки становлять близько 58 %. Журнал є другим за популярністю тижневиком у Франції після Telerama.
Paris Match залучає і гострі теми, що піддає ризику журнальні стосунки зі знаменитостями і політиками. Мета журналу — показати «закулісне життя» політиків і знаменитостей. Репортажі Paris Match — це набагато більш якісний матеріал, ніж просто плітки про знаменитостей.

## Слоган
Слоган компанії до 2008 року: " Le poids des mots, le choc des photos " перекладався як « Вага слів, шок фотографій». З 2008 року девіз компанії: «La vie est une histoire vraie» — « Життя — це правдива історія».

## Скандали, пов'язані з Парі Матч
- Французький журнал Paris Match відретушовані фотографії президента Франції Ніколя Саркозі, яка була зроблена під час його відпочинку в США. На фото Саркозі став стрункішим, так як журналісти прибрали за допомогою спеціальної комп'ютерної програми частину жиру, що звисає з боків живота французького президента, повідомляє BBC .[8]
- Суд міста Нантер оштрафував на 6000 євро журнал Paris Match, який без дозволу опублікував фотографії з весілля сина президента Ніколя Саркозі — Жана Саркозі.[9]
- Французький щотижневий журнал Paris Match опублікував фотографії бойовиків з трофеями, знятими з французьких солдатів. Публікація викликала бурхливу реакцію в пресі.[10]

## Політичні погляди
У політичному плані «Парі  Матч» завжди дотримувалася центристських позицій, хоча часом прослизали випади на адресу лівих, а в 1981 р на президентських виборах журнал відкрито підтримував противника Міттерана Валері Жискар — д'Есте.